# Pimenta (género)
Pimenta é um género botânico pertencente à família Myrtaceae.

## Espécies
- Pimenta adenoclada (Urb.) Burret (Cuba)
- Pimenta cainitoides (Urb.) Burret (Cuba)
- Pimenta dioica (L.) Merr. – pimenta-da-jamaica México, América Central, Grandes Antilhas
- Pimenta ferruginea (Griseb.) Burret (Cuba)
- Pimenta filipes (Urb.) Burret (Cuba)
- Pimenta haitiensis (Urb.) Landrum (República Dominicana)
- Pimenta jamaicensis (Britton & Harris) Proctor (Jamaica)
- Pimenta obscura Proctor (Jamaica)
- Pimenta odiolens (Urb.) Burret (Cuba)
- Pimenta oligantha (Urb.) Burret (Cuba)
- Pimenta podocarpoides (F.Areces) Landrum (Cuba)
- Pimenta racemosa (Mill.) J.W.Moore – pimenta-coroada (Caribe)
- Pimenta pseudocaryophillus
- Pimenta richardii Proctor (Jamaica)[1]